# Tindsøya

Tindsøya  est une île de la commune de Øksnes , en mer de Norvège dans le comté de Nordland en Norvège. 

## Description
L'île de 4,8 km2 fait partie de l'archipel des Vesterålen. Dans le passé, il y avait beaucoup d'activité sur l'île, mais aujourd'hui, il reste peu de résidents permanents. Il y a deux villages de pêcheurs principaux, Skipnes  et Tinden, qui sont maintenant des lieux de villégiatures.